# Droga krajowa B304 (Niemcy)
```

```

Droga krajowa 304 (Bundesstraße 304, B 304) – niemiecka droga krajowa przebiegająca na osi wschód zachód od skrzyżowania z drogą B471 na obwodnicy Dachau do granicy z Austrią koło Freilassing w południowej Bawarii.